# Emmanuel Nguyễn Hồng Sơn
Emmanuel Nguyễn Hồng Sơn (ur. 2 stycznia 1953 w Biên Hoà) – wietnamski duchowny rzymskokatolicki, od 2017 biskup Bà Rịa.

## Życiorys
Święcenia kapłańskie przyjął 31 grudnia 1980 i został inkardynowany do diecezji Xuân Lộc. Pracował jako duszpasterz parafialny, a w latach 1994–2001 był także dziekanem dekanatu Bà Rịa. W latach 2001–2006 studiował w Paryżu, a w 2005 uzyskał inkardynację do nowo powstałej diecezji Bà Rịa. W 2006 został rektorem niższego seminarium, zaś w 2011 objął także funkcję wikariusza generalnego diecezji.
27 listopada 2015 został prekonizowany biskupem koadiutorem Bà Rịa. Sakry biskupiej udzielił mu 20 stycznia 2016 bp Thomas Nguyễn Văn Trâm. 6 maja 2017 objął pełnię rządów w diecezji.